# Krymno (przystanek kolejowy)
Krymno (ukr. Кримне, ros. Крымно) – przystanek kolejowy w miejscowości Dubeczno, w rejonie kowelskim, w obwodzie wołyńskim, na Ukrainie. Leży na linii Kijów – Kowel – Brześć. Nazwa pochodzi od pobliskiej miejscowości Krymno.
Stacja kolejowa Krymno istniała przed II wojną światową. Status stacji utraciła w pomiędzy styczniem 2012 a sierpniem 2013, kiedy rozebrano dodatkowe tory.